# Bois d'Inde (Soufrière)
Bois d'Inde es una localidad de Santa Lucía que forma parte del distrito de Soufrière.